# Nhạc rock Trung Quốc

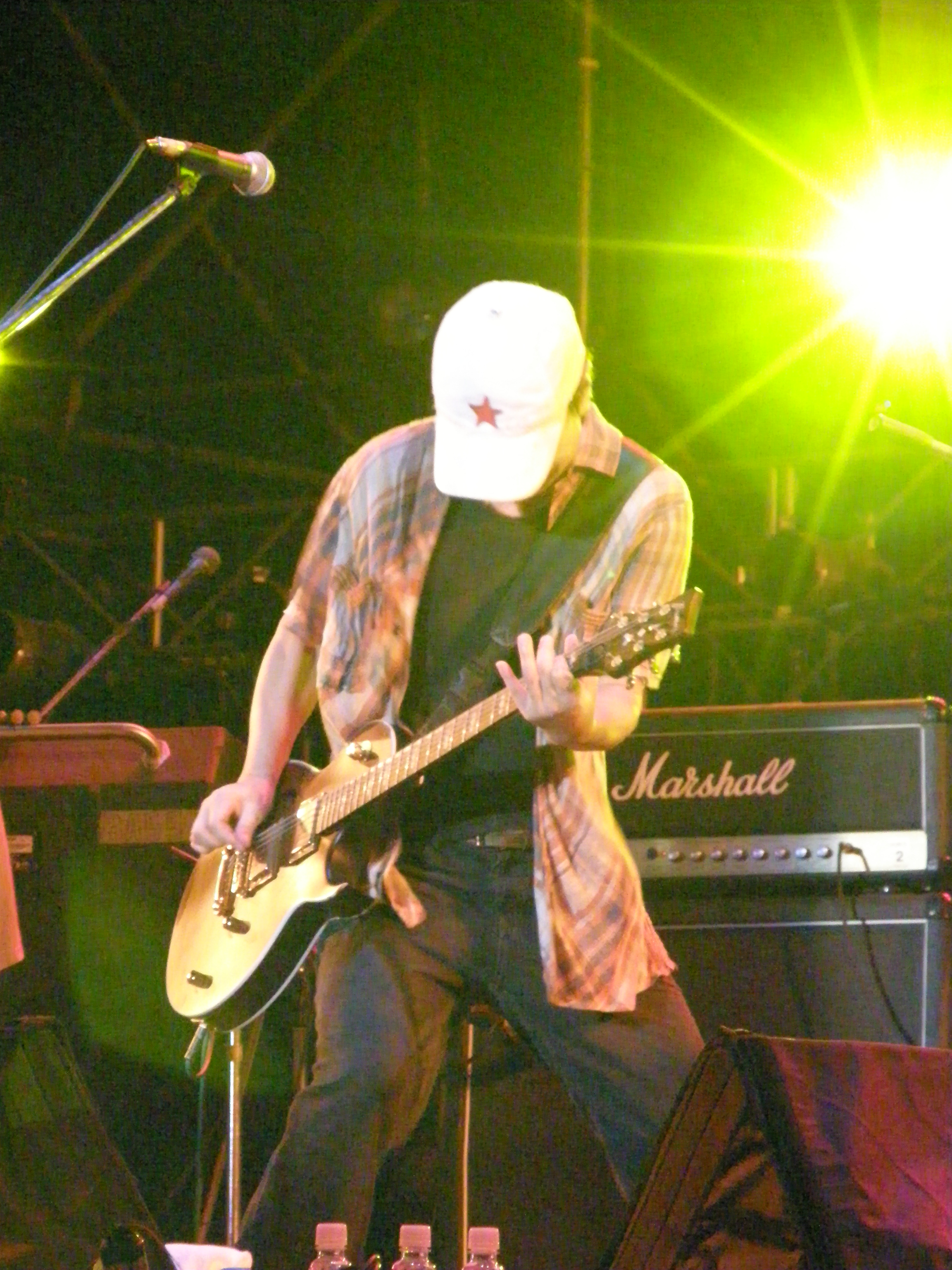
Thôi Kiện được xem là người đi đầu trong giới nhạc rock Trung Quốc.

Nhạc rock Trung Quốc (tiếng Trung: 中国摇滚; bính âm: Zhōngguó yáogǔn, Hán-Việt: Trung Quốc diêu cổn; hay còn viết là giản thể: 中国摇滚音乐; phồn thể: 中國搖滾音樂; bính âm: Zhōngguó yáogǔn yīnyuè, Hán-Việt: Trung Quốc diêu cổn âm nhạc, dịch nôm na là: "Nhạc rock and roll Trung Quốc") bao trùm đa dạng các thể loại của dòng nhạc rock and roll đến từ các ban nhạc và nghệ sĩ hoạt động cá nhân người Trung Quốc. Mở rộng ra là cả nền nhạc rock Hoa ngữ hay C-rock (viết tắt của cụm từ tiếng Anh: Chinese rock) do các nghệ sĩ đến từ toàn bộ khối Hoa ngữ tham gia trình diễn, bao gồm: Trung Quốc đại lục, Đài Loan, Hồng Kông, Ma Cao, v.v... Nhạc rock Trung Quốc vốn đặc trưng bởi sự pha trộn các hình thức đệm đàn bằng sự uy nghi, hùng tráng của thứ âm nhạc cổ truyền Trung Hoa.

## Các nghệ sĩ
Danh sách này không đầy đủ, bạn cũng có thể giúp mở rộng danh sách.

### Hoạt động cá nhân
- Thôi Kiện
- Đậu Duy
- Hà Dũng
- Henry Zhou
- La Kỳ
- Tạ Đình Phong (người Hồng Kông)
- Vương Lực Hoành (người Đài Loan)
- Châu Kiệt Luân (người Đài Loan)
- Pu Shu
- Wang Feng
- Wang Lei
- Wang Yong
- Ngũ Bách (người Đài Loan)
- Xie Tianxiao
- Xu Wei
- Zhang Chu
- Zang Tianshuo
- Zheng Jun
- Zuoxiao Zuzhou

### Ban nhạc
- 1976
- 1989
- Angry Jerks
- Ashura ("阿修羅" A Xiu Luo)
- Again ("轮回" Lunhui)
- AK-47
- Anodize
- Baboo
- Barque of Dante但丁之舟
- Bearbiscuit
- Beyond (Hồng Kông)
- Black Box
- Boys Climbing Ropes
- Buyi  ("布衣乐队"Bu Yi）
- Black Panther ("黑豹" Hei Bao)
- Brain Failure ("腦濁" Nao Zhuo)
- Carsick Cars
- Cavesluts
- CLIMAX
- Cobra ("眼镜蛇" Yanjingshe)
- Cold Blooded Animal ("冷血动物" Lengxue Dongwu)
- Cold Fairyland ("冷酷仙境" Lengku Xianjing)
- Demerit
- Dream Rush
- Duck Fight Goose
- Dzap Dau Dau
- Fall Insects ("秋天的虫子" Qiutian de Chongzi)
- The Flowers (“花儿乐队” Huar Yuedui)
- The Frogs ("青蛙乐队" Qingwa Yuedui)
- Fa Zi ("发子" Fa Zi Yuedui)
- FulushouFloruitShow("福禄寿FloruitShow" FulushouFloruitShow)
- The Samans ("萨满" Saman)
- 43 Baojia Street ("鲍家街43号" Baojia Jie 43 Hao)
- Gemini ("简迷离" Jiǎnmílí)
- Hang On The Box ("挂在盒子上" Gua zai Hezi shang)
- Happy Avenue ("幸福大街" Xingfu Daijie)
- Hammered
- Hedgehog
- Hutong Fist ("胡同拳头" Hutong Quantou)
- Iron Joker ("艾侬乔克")
- Infinite Sound ("无限音" Wu Xian Yin)
- Joyside
- Labor Exchange Band ("交工樂隊" Jiao Gong Yuedui)
- Lazy Mutha Fucka
- Left and Right ("左右" Zuo You)
- LGF (Little Green Frog)
- Lonely China Day
- Ngũ Nguyệt Thiên (Đài Loan)
- Mortal Fools
- MUMA (木马)
- New Pants ("新裤子" xīn kùzi)
- Nine Treasures (九宝)
- No Party For Cao Dong ("草东没有派对" Cao dong mei you pai dui)
- Omnipotent Youth Society (“万能青年旅店” Wanneng qingnian lvdian)
- Overload ("超载" Chaozai)
- Pairs
- Pangu, ("盘古") sometimes known as PunkGod
- Ping Pung
- P.K. 14
- Proximity Butterfly (变色蝴蝶)
- Queen Sea Big Shark ("后海大鲨鱼")
- Perdel  ("逃跑计划")
- Rainbow Danger Club
- RayE
- Reflector ("反光镜" Fanguangjing)
- Ruins ("废墟" Feixu)
- SCAR UNDER YOUR MASK
- Second Hand Rose ("二手玫瑰" Ershou Meigui)
- Shin (信乐团)
- Sick Larvae ("病蛹" Bingyong)
- Silver Ash ("银色灰尘" Yinse Huichen)
- Snapline
- SMZB ("生命之饼" Shengming Zhi Bing)
- Sober ("清醒" qīngxǐng)
- SUBS
- Suffocated ("窒息" Zhi Xi)
- Spring and Autumn ("春秋" Chūn Qiū)
- Supermarket ("超级市场" Chaoji Shichang)
- SuperVC
- Tang Dynasty ("唐朝" Tang Chao)
- The Catcher in the Rye ("麦田守望者" Maitian Shouwangzhe)
- The Samans ("萨满" Sa Man)
- The Last Successor ("末裔" Mòyì)
- The Wynners
- Total Maverick Decadence (TMD)
- Tomahawk ("战斧" Zhanfu)
- Twisted Machine ("扭曲的机器" Niuqu De Jiqi)
- What? ("什么" Shenme)
- Wild Children ("野孩子" Ye Haizi)
- Wood Pushing Melon ("木推瓜" Mu Tui Gua)
- Yao (妖)
- Yaksa ("夜叉" Yecha)
- YuFeiMen ("与非门")
- Zen
- Ziyue ("子曰")
- Zuriaake ("葬尸湖" Zang Shi Hu)